# Ligne de tramway 279
La ligne 279 est une ancienne ligne de tramway vicinal de la Société nationale des chemins de fer vicinaux (SNCV) qui reliait Heist-op-den-Berg à Zandhoven.

## Histoire
15 septembre 1904 : mise en service entre la gare de Heist-op-den-Berg et Zandhoven Village, section nouvelle Zandhoven Heikant - Iteghem (capital 105), section Zandhoven Village - Zandhoven Heikant commune avec la ligne Anvers - Lierre / Oostmalle (capital 31), section Iteghem - Heist-op-den-Berg Village reprise à la ligne Malines - Geel et section commune avec cette ligne du village jusqu'à la gare (capital 12)[réf. souhaitée]; traction vapeur; exploitation par la Kempische Stoomtram Maatschappij (KSM) (« Société du tramway à vapeur de la Campine »).
1920 : reprise de l'exploitation par la SNCV.
28 septembre 1951 : suppression.